# Дени, Виктор Николаевич
Ви́ктор Никола́евич Дени́ (настоящая фамилия — Денисов; (24 февраля (8 марта) 1893, Москва — 3 августа 1946, Москва) — русский и советский художник-график, карикатурист, один из основоположников советского политического плаката. Заслуженный деятель искусств РСФСР (1932).

## Биография
Родился в 1893 году в Москве в обедневшей дворянской семье, где было ещё двое сыновей. Через три года после рождения Виктора отец Николай Николаевич Денисов умер, мальчик был определён в дворянский пансион-приют, где получил образование и воспитание. Интересовался историей, философией, экономикой, увлекался чтением русской и западноевропейской художественной литературы, изучением изобразительного искусства. Занимался живописью и рисунком под руководством Н. П. Ульянова. Из-за недостатка средств систематического художественного образования не получил.
С 1906 года участвовал в выставках Товарищества независимых художников (в 1910—1917 годах был членом объединения) и Салона юмористов. Дебют в печати состоялся в 1910 году в журнале «Будильник», куда семнадцатилетний карикатурист послал рисунки по совету старшего брата, сатирического поэта Михаила Денисова. В начале 1910-х годов рисовал шаржи на деятелей культуры и карикатуры для газеты «Голос Москвы», журнала «Рампа и жизнь». Первые работы публиковались за подписью В. Денисов, затем художник выступал под псевдонимами В. Дени, Висов, В. Н., В., Викторов, впоследствии остановился на псевдониме Виктор Дени.
В 1913 году приглашён в журнал «Сатирикон» (вместе с Ю. П. Анненковым и В. Н. Масютиным). Рисовал также для периодических изданий «Солнце России», «Весна», «Журнал журналов», «Лукоморье», «Огонёк», «Бич», «Пулемёт» и др.
В 1913—1918 годах жил в Петрограде, в 1919-м — в Казани и Нижнем Новгороде. Заведовал художественной секцией Агитационно-просветительного отдела Приволжского военного комиссариата. Сотрудничал в качестве карикатуриста с журналами и газетами «Бедняк», «Красные зори», «Знамя революции», «Крамольник», «Бич». Начал работать с плакатами, был организатором первых выставок политического плаката.
В 1920 году вернулся в Москву. Участвовал в выпуске одного из первых советских журналов политической сатиры «БОВ», «Окон сатиры РОСТА». Рисовал карикатуры для газет «Правда», «Известия», журналов «Крокодил», «Красный перец», «Прожектор», «Советский экран».
В 1921 году стал штатным сотрудником-карикатуристом газеты «Правда». Выступал со статьями о политическом плакате в газетах «Правда» и «Советская культура».
В 1932 году удостоен звания заслуженного деятеля искусств РСФСР.
Несмотря на тяжёлую болезнь, много работал в период Великой Отечественной войны, создал галерею антифашистских плакатов.
Автор книги воспоминаний «Мои мыслишки в записной книжке».
Умер в Москве 3 августа 1946 года. Похоронен на Новодевичьем кладбище (участок №4, ряд 6, место 2).

## Творчество

### 1910—1917

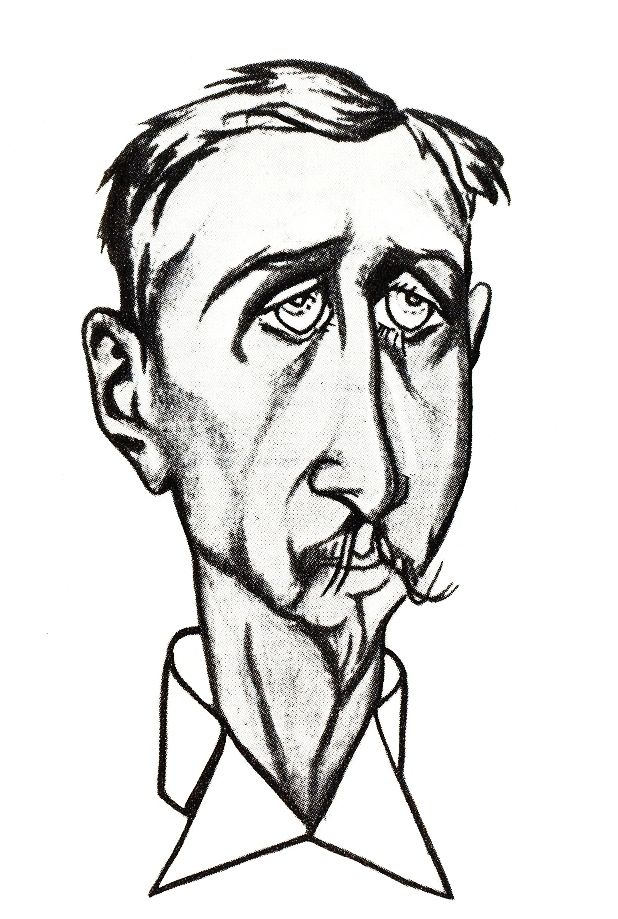
И. Бунин. 1912

Творческий путь Дени начинал с юмористических бытовых зарисовок. По оценке искусствоведа И. А. Свиридовой, его ранние работы, публиковавшиеся в 1910—1912 годах в «Будильнике», «не отличались достаточной самостоятельностью и оригинальностью», их стилистика напоминала карикатуры других сотрудничавших с журналом художников.
Вскоре Дени обратился от бытовых карикатур к содержательным рисункам, создав серию шаржей на известных литераторов — Леонида Андреева, Петра Боборыкина, Ивана Бунина. В этих работах, опубликованных в 1912 году в газете «Голос Москвы», Свиридова отмечает «черты более углублённого отношения к характеру, темпераменту, личности». Отмечая отсутствие единства стиля в ранних шаржах, исследователь творчества Дени Ю. М. Забродина указывает на отличающие их особенности, свидетельствующие «об индивидуальности молодого художника», в числе которых «острая выразительная линия» и умело найденная «мера преувеличения»:

Шаржи лаконичны, скупые детали не отвлекают внимание от главной задачи — раскрытия особенностей, своеобразия каждой личности. Художник прежде всего стремится создать цельный образ, а не изобразить занимательные подробности.
В петербургский период Дени продолжает работу над шаржами на деятелей культуры — им выполнены карикатурные портреты поэтов Валерия Брюсова и Игоря Северянина, писателя Алексея Толстого, композитора Александра Глазунова, художника Илью Репина, режиссёра К. С. Станиславского и др., намечается тенденция движения от дружеского шаржа к карикатуре. Работы создавались Дени без предварительных зарисовок, по памяти.

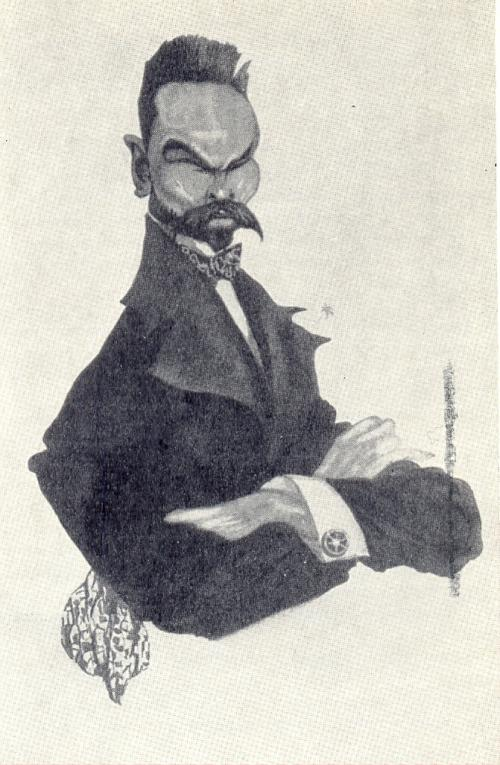
В. Брюсов. 1913
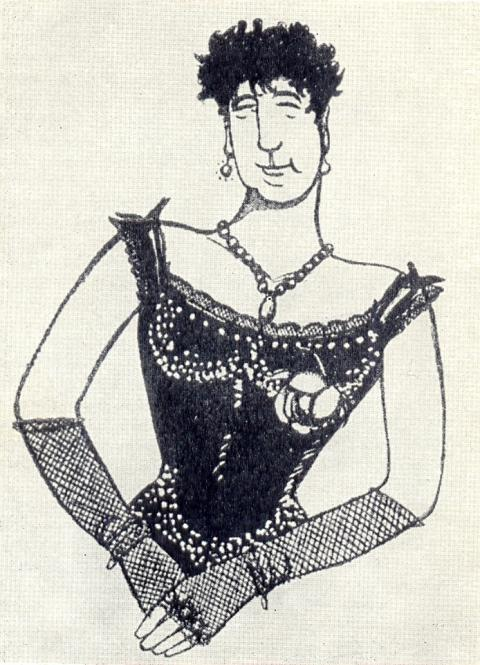
Игорь Северянин. 1915
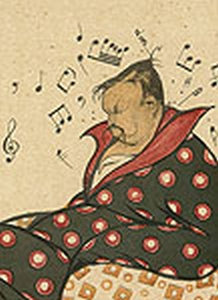
А. Глазунов. 1915
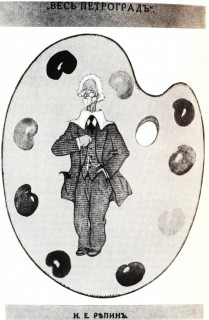
И. Репин. 1916
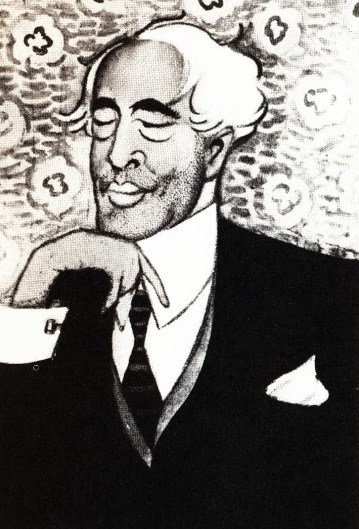
К. С. Станиславский. 1916

Дени умело использует линию, добиваясь выразительности силуэта, характерности профиля, нередко сопоставляет контрастные цветовые пятна.

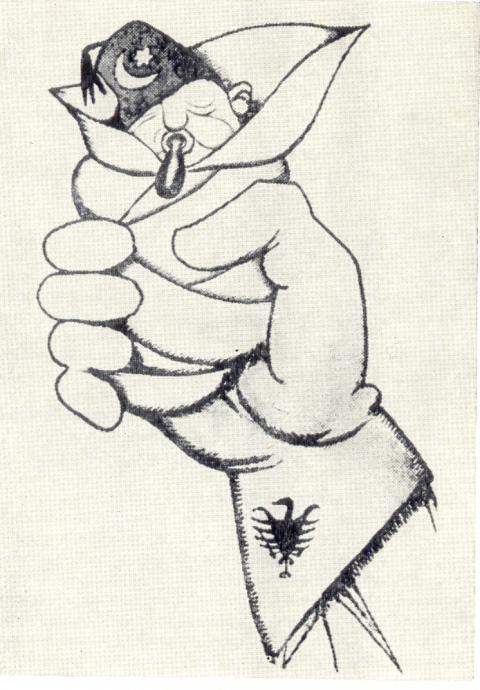
В германской люльке. 1914

Сотрудничая с разными периодическими изданиями, Дени освоил различные техники — акварель, тушь, перо, графитный карандаш, постепенно вырабатывал собственный художественный язык.
К этапным для творчества Дени Забродина относит работы, созданные в годы Первой мировой войны, — карикатуры на политических деятелей: кайзера Вильгельма, султана Магомета, императора Франца Иосифа и др., выполненные с использованием «образов-масок» и «олицетворений» — образы героев и сюжеты карикатур пластически представляют суть отношений между странами. В эти годы работы художника приобретают «общественное звучание».
После Февральской революции объектами карикатур Дени становятся бывшие правители страны и близкие к императорскому двору фигуры — Николай II, Александра Фёдоровна, старец Григорий Распутин, председатель Совета министров И. Л. Горемыкин, а также министры Временного правительства — Н. С. Чхеидзе, М. В. Родзянко, А. И. Гучков, А. Ф. Керенский. Рисунки часто сопровождаются текстами для усиления «политического звучания». Творческая интонация Дени изменяется от юмора к сатире.

### 1917—1920-е
Распознать буржуя —

                           просто

(знаем ихнюю орду!): 

Толстый,

        низенького роста 

И с сигарою во рту. 

Даже

    самый молодой — 

Зуб вставляет

             золотой. 

Чудно стрижен,

             гладко брит… 

Омерзительнейший вид 

А из лысинных целин

Подымается —

             цилиндр.

Их, таких,

         за днями дни,

раздраконивал

                 Дени.

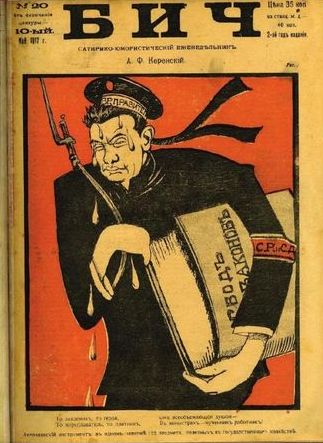
А. Керенский. 1917
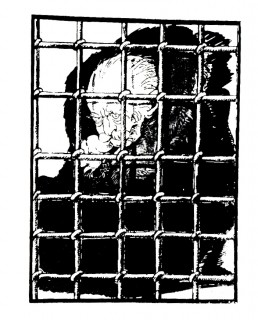
И. Горемыкин. 1917
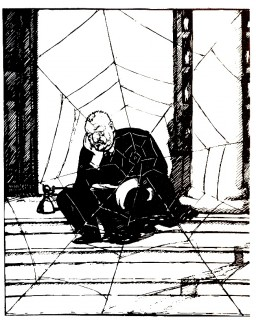
М. Родзянко. 1917
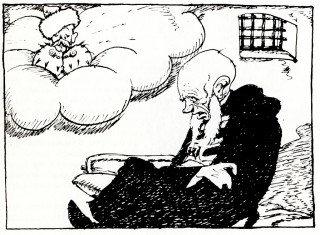
Человек с царём в голове. 1917

После Октябрьской революции Дени сотрудничает с новой властью, работает над политическими карикатурами и сатирическими плакатами, высмеивающими «классовых врагов» пролетариата. Персонажи его карикатур послереволюционных лет — командующие Белой армии А. И. Деникин, А. В. Колчак, Н. Н. Юденич, П. Н. Врангель, представители Антанты и др.
В 1920-х годах Дени создаёт работы на злобу дня, герои его карикатур — главы правительств капиталистических стран (Дж. Чемберлен, Ю. Пилсудский, Б. Муссолини, Й. Антонеску), вожди II Интернационала (К. Каутский, Ф. Шейдеман, Э. Вандервельде), «социал-предатели» (Дж. Макдональд, А. Хендерсон). В конце 1920-х годов Дени рисует серию карикатур, представляющих государственных деятелей Европы в виде ёлочных игрушек и марионеток кукольного театра («Игрушки Дени», «Ёлочные украшения Дени»).
Многие работы созданы им в творческом содружестве с поэтом Демьяном Бедным, писавшим стихотворные тексты к плакатам. Рисунки часто имели многофигурную композицию, художник придавал им объёмность, прорабатывая не только силуэты, но и светотени. Дени использует сюжетное и метафорическое решение темы, создаёт обобщённые «образы-типы» «классовых врагов» — буржуя, кулака, попа. Созданный им образ «буржуя» запечатлён в стихотворении Владимира Маяковского «Лицо классового врага».
В 1920-е годы окончательно формируется творческая манера Дени, его художественный язык Ю. М. Забродина характеризует как «точный и лаконичный»:

Очень простая и лаконичная композиция часто строится на противопоставлении, используется контраст чёрного и белого. Линия силуэта подвижна и непрерывна. Интерьер, натюрморт, пейзаж почти всегда отсутствуют. Фигуры чётко читаются на белом фоне листа. Художник концентрирует внимание зрителя на лице и руках. Несколькими штрихами он подчёркивает характерные особенности физиономий своих героев, своеобразие их манеры поведения.

### 1930—1940-е
Плакат должен быть ясен и прост —

таков плаката пост. <…>

Взглянул зритель — мыслью объят,

вот это и есть плакат!
В конце 20-х — начале 30-х годов персонажи карикатур Дени — внутренние враги советской власти: зажиточные крестьяне («кулаки»), «вредители», бюрократы. В ряде карикатур присутствовали вожди коммунистической партии, представленные в образах героев — Ленин, «очищающий землю от нечисти», Сталин, с дымом трубки которого улетают «вредители».
В работах 1930—1940-х годов в структуру изображения часто вводятся надписи, придающие динамику и усиливающие воздействие плаката на зрителя, в ряде работ используются конструктивистские приёмы — фотомонтаж и коллаж. Часть работ создана в соавторстве с Николаем Долгоруковым и Дмитрием Моором («Раздавим гадину мощным контрнаступлением пролетариата!», 1930; «Долбанём!», 1930; «Ставка интервентов бита!», 1931; «Рот фронт!», 1932; «Есть метро!», 1935; «Слава сталинским соколам — покорителям воздушной стихии!», 1937; «Кто силён в воздухе…», 1938; «Сталинским духом крепка и сильна армия наша и наша страна!», 1939; «Привет великому Сталину…», 1940).
Работам Дени 1930—1940-х годов свойственны гипербола и гротеск — юмор сменяется на сарказм, персонажи вызывают не смех, а отвращение.
В годы Великой Отечественной войны главным персонажем карикатур становится Гитлер, основная тема Дени — обличение фашизма и призыв к возмездию («Лицо гитлеризма», 1941; «На Москву! Хох! От Москвы: Ох!», 1941; «Сталинград», 1942; «Молниеносная война», 1942; «Красной Армии метла нечисть выметет дотла!», 1943; «Фашистская ставка. Красноармейская поправка», 1943; «Для немцев страшные вещи „мешки“ и „клещи“», 1943; «Узнал фашистский стервятник, что у нас не ягнятник», 1944 и др.). Плакат, изображающий рабочего, из-под молота которого летят снаряды, врезающиеся в свастику, прикреплялся к станкам на заводах.
В 1943—1945 годах в плакатах появляется тема предчувствия победы, скупая цветовая гамма работ начала войны изменяется на многокрасочную («С праздником на нашей улице», 1943; «Разная картина — вид Москвы и вид Берлина», 1944 и др.). Одной из последних работ Дени стал плакат «Красной Армии метла нечисть вымела дотла» (1945).

## Оценки
Творчество Дени получило высокие оценки современников. И. Е. Репин отмечал мастерство художника и отсутствие в его работах распространённой у карикатуристов начала XX века избыточной гиперболизации — «урододельства»:

Какой талантище!.. и рисовать умеет и сходство схватывает и, вообще, мастер…
Ф. И. Шаляпин написал на одном из его рисунков: «Браво, браво monsieur Deni! Как быстро и как ловко это сделано!»
Относивший Дени к художникам-реалистам А. В. Луначарский писал:

В Дени мы имеем соединение острого политического ума, безошибочно понимающего ситуации и отношения между нами, друзьями и врагами нашими, и сильного художественного дара.
Энциклопедии и критики конца XX — начала XXI века называют Дени одним из основоположников советского политического плаката, оказавшим влияние на последующие поколения плакатистов. По определению исследователя творчества Дени Ю. М. Забродиной, его художественное дарование характеризуют «неистощимая фантазия и юмор сюжетных построений, острота передачи портретного сходства и выразительность графического образа».

## Персональные выставки
- 2012 — Галерея «Проун» (Москва)[6][12][15]

## Наиболее известные работы[4]

### Плакаты
- «Мы, Божьей милостью, Колчак…» (1919),
- «Антанта» (1919),
- «На могиле контрреволюции» (1920),
- «Капитал» (1920),
- «Под маской мира» (1920),
- «На Москву! Хох! От Москвы: Ох!» (1941).

### Карикатуры
- «Призрак бродит по Европе» (рисунок для «Правды», 1924),
- «На борьбу с беспризорностью» (1926).

## Наследие
Работы В. Н. Дени находятся в Государственной Третьяковской галерее, Государственном Русском музее, Российской государственной библиотеке, Музее современной истории России, Государственном музее истории религии, Музее истории Санкт-Петербурга, Томском областном художественном музее, Архангельском музее изобразительных искусств, Белорусском государственном музее истории Великой Отечественной войны, частных коллекциях.